# 골동품

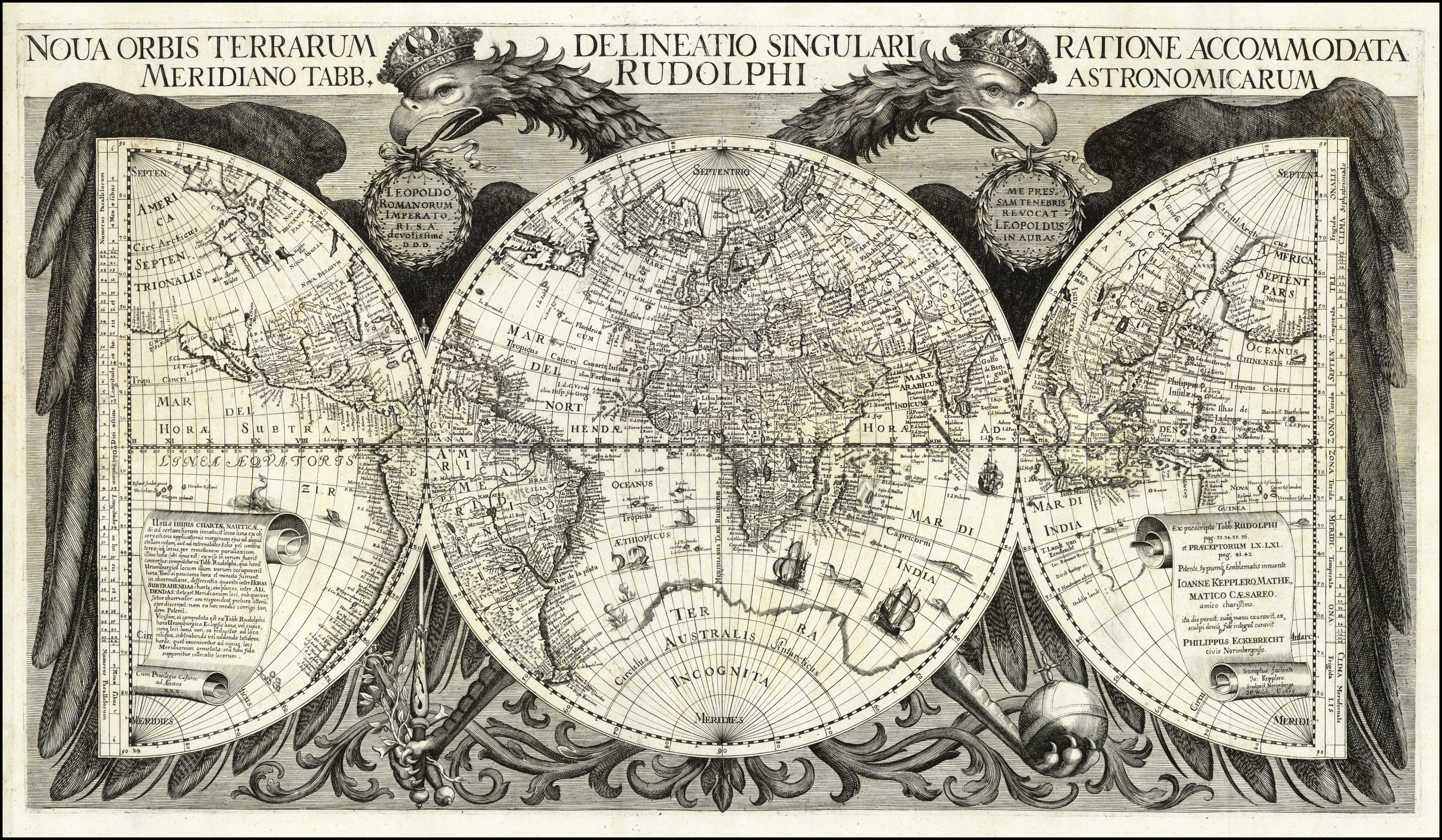
골동품 지도

골동품(骨董品, antique)은 미술적 및 역사적 가치가 있다고 여겨지는 오래되었거나 희귀한 옛날 물건들이다. 일반적으로는 제작된 지 적어도 100년 이상의 세월이 흐른 물건들이어야 하나, 종종 그 이하로도 골동품이라 칭하는 경우도  있다. 그 희귀성에 특정 골동품을 수집하는 데 열을 올리는 전문 수집가들도 있다.

## 같이 보기
- 인증
- 성유물